# Luling (Teksas)

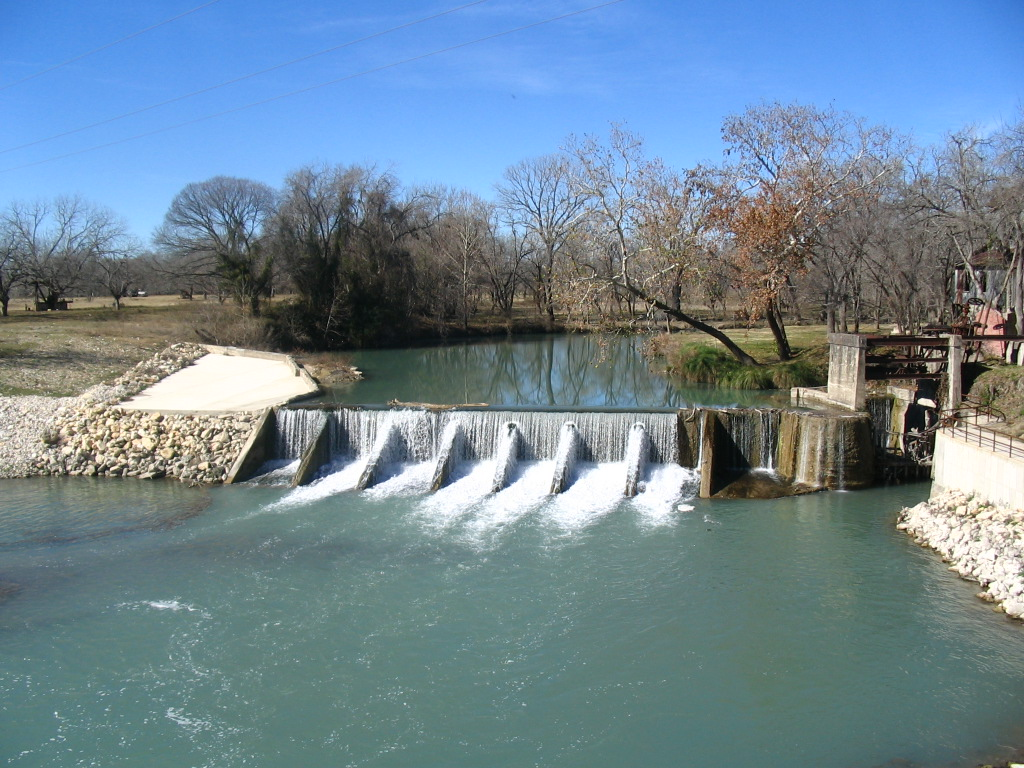
Rzeka San Marcos w pobliżu miasta

Luling – miasto w Stanach Zjednoczonych, w stanie Teksas, w hrabstwie Caldwell.

## Demografia
Według przeprowadzonego przez United States Census Bureau spisu powszechnego w 2010 miasto liczyło 5 411 mieszkańców, co oznacza wzrost o 6,5% w porównaniu do roku 2000. Natomiast skład etniczny w mieście wyglądał następująco: Biali 70,8%, Afroamerykanie 8,5%, Azjaci 0,5%, pozostali 20,2%. Kobiety stanowiły 53,2% populacji.